# Al Wistert
Albert Alexander „Al“ Wistert (* 28. Dezember 1920 in Chicago, Illinois; † 5. März 2016 in Grants Pass, Oregon), Spitzname: Ox, war ein US-amerikanischer American-Football-Spieler. Er spielte unter anderem als Offensive Tackle in der National Football League (NFL) bei den Philadelphia Eagles.

## Jugend
Al Wisterts Eltern wanderten aus Litauen in die USA ein. Sein Vater Casmir Vistertus wandelte nach seiner Einreise in die USA seinen Namen in Kazimer Wistert um. Kazimer Wistert war Soldat im Spanisch-Amerikanischen Krieg. Nach dem Krieg diente er als Polizist in Chicago. Am 27. Juni 1927 wurde er im Alter von 50 Jahren im Dienst durch einen Räuber  erschossen.
Al Wistert besuchte nach dem Tod seines Vaters in seiner Geburtsstadt die High School. Er hatte zwei ältere Brüder. Sein Bruder Francis Wistert wurde später Baseballprofi bei den Cincinnati Reds. Im Jahr 1933 besuchte Al Wistert zusammen mit seinem Bruder das NFL-Meisterschaftsspiel zwischen den Chicago Bears und den New York Giants. Wistert war von dem Spiel so fasziniert, dass er fortan eine Karriere als Profifootballspieler anstrebte. Sein Bruder Francis war es auch, der Al dazu veranlasste, nach dessen Schulabschluss, wie er selbst, an der University of Michigan zu studieren. Ihr Bruder Alvin Wistert folgte ihnen später nach.

## Spielerlaufbahn

### Collegekarriere
Die drei Brüder studierten zu unterschiedlichen Zeiten in Michigan, spielten allerdings alle auf derselben Position College Football. Nach Abschluss des Studiums wurde jeder von ihnen in die College Football Hall of Fame und in die University of Michigan Hall of Honor aufgenommen.
Al Wistert studierte von 1940 bis 1942 an der University of Michigan. Er spielte als Tackle sowohl in der Offensive Line, als auch in der Defensive Line. In seinem letzten Studienjahr wurde er zum MVP seiner Mannschaft und zum All American gewählt. Wistert war Mannschaftskapitän einer Collegefootballauswahlmannschaft, die im Jahr 1943 den amtierenden NFL Meister Washington Redskins mit 27:7 in Chicago besiegen konnte.

### Profikarriere
Al Wistert wurde 1943 von den Eagles in der fünften Runde an 32. Stelle gedraftet. Trainer der Eagles war Greasy Neale. 1943 bestand in der NFL aufgrund des Zweiten Weltkrieges Spielermangel und die Mannschaft aus Philadelphia war daher gezwungen mit den Pittsburgh Steelers eine Spielgemeinschaft einzugehen. Die Spielgemeinschaft wurde als Phil-Pitt Steagles bezeichnet. Sowohl Neale als auch der Trainer der Steelers Walt Kiesling übernahmen das Traineramt.

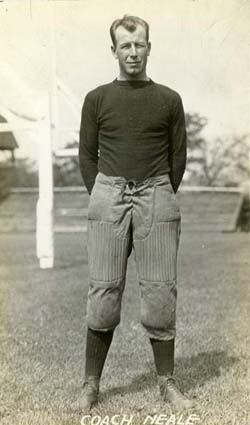
Greasy Neale (1922)

Wistert erhielt von den Eagles einen Vertrag mit einem zugesicherten Einkommen von 4500 US-Dollar pro Jahr. Der Erfolg der Steagles blieb bescheiden und im folgenden Jahr wurde die Mannschaft wieder aufgeteilt. Mit dieser Trennung war der Aufstieg der Eagles zu einer Spitzenmannschaft verbunden. Jack Ferrante kehrte 1944, nachdem er ab der Saison 1941 in einem Farmteam der Eagles hatte spielen müssen, zum Team zurück, und zahlreiche junge, hoffnungsfrohe Nachwuchsspieler wie Bucko Kilroy, Steve Van Buren, Russ Craft oder Pete Pihos konnten in den nächsten Jahren unter Vertrag genommen werden. Wistert wurde von Neale überwiegend in der Offense neben Vic Sears und Bucko Kilroy in der Offensive Line eingesetzt. Neben dem Schutz des eigenen Quarterbacks hatte Wistert die Aufgaben, dem eigenen Runningback den Weg in die gegnerische Endzone frei zu blocken.
Ab 1946 agierte Wistert als Mannschaftskapitän der Eagles, die sich in diesem Jahr mit der Verpflichtung von Center Alex Wojciechowicz weiter verstärken konnten. Im Jahr 1947 zog Al Wistert mit seinem Team zum ersten Mal in das NFL-Meisterschaftsspiel ein, wo man allerdings den Chicago Cardinals mit 28:21 unterlag.
1948 konnte Al Wistert seine erste NFL Meisterschaft gewinnen. Erneut waren die Cardinals der Gegner – diesmal unterlagen sie allerdings den Eagles mit 7:0. Im folgenden Jahr zogen die Eagles erneut in das Endspiel ein und Wistert gewann seinen zweiten NFL-Titel. Das Team aus Philadelphia schlug nach einer Saison mit 11 Siegen bei einer Niederlage im NFL Endspiel die Los Angeles Rams mit 14:0. In beiden Endspielen war Runningback Steve Van Buren mit der Hilfe seiner Offensive Line der entscheidende Faktor. Im Jahr 1948 verhalfen Wistert und seine Mitspieler Van Buren zu einem Raumgewinn von 98 Yards. Zudem erzielte Van Buren den entscheidenden Touchdown. Ein Jahr später gelang es Van Buren, einen Raumgewinn von 196 Yards zu erzielen, der gesamte Raumgewinn der Offense der Eagles lag bei 342 Yards und übertraf die Mannschaftsleistung der Rams von 109 Yards deutlich.
Nach der Saison 1951 beendete Wistert seine Laufbahn. Bis auf ein Spiel zu Beginn der Saison 1950, bei dem Wistert aufgrund einer Verletzung nicht antreten konnte, bestritt er während seiner Profikarriere sämtliche Spiele seiner Mannschaft. In seinem letzten Profijahr verdiente er 10.000 US-Dollar. Die Summe war das höchste Einkommen eines Linespielers in der NFL.

## Ehrungen
Al Wistert spielte in einem Pro Bowl, dem Saisonabschlussspiel der besten Spieler einer Saison. Er wurde achtmal zum All-Pro gewählt. Seine Rückennummer wurde sowohl am College als auch bei den Eagles gesperrt. Er wurde Mitglied im NFL 1940s All-Decade Team, in der Eagles Hall of Fame, in der Philadelphia Sports Hall of Fame, in der University of Michigan Hall of Honor und in der College Football Hall of Fame. Zahlreiche Initiativen für seine Aufnahme in die Pro Football Hall of Fame sind allerdings gescheitert.

## Nach der NFL
Bereits während seiner Spielerkarriere war Wistert als Trainer an einer High School in New Jersey tätig. Zum Training und zu den Spielen seiner Mannschaft fuhr er jeweils mit dem Auto seines Trainers Greasy Neale.
„Ox“ Wistert wurde nach seiner Spielerlaufbahn ein erfolgreicher Versicherungsmakler. Er war verheiratet, wurde Vater von insgesamt drei Töchtern und lebte zuletzt in Grants Pass (Oregon) auf seiner eigenen Farm, wo er sich zusammen mit einer seiner Töchter um verwahrloste Pferde kümmerte.